# Railway (Band)
Railway ist eine deutsche Hard-Rock-Band aus München.

## Geschichte
Die Band wurde 1977 gegründet. Der Name Railway leitet sich aus dem damaligen Proberaum im Keller eines Bahnhofs ab. Nach der ersten EP Just Imagination und zahlreichen Auftritten in und um München wurde 1984 ein Plattenvertrag mit Roadrunner Records unterschrieben. Das erste Album Railway verkaufte sich 10.000 Mal. 1985 waren Railway auf dem Zenit ihres Erfolges angekommen, vom zweiten Album Railway II wurden 15.000 Stück verkauft, und es wurde auch in Kanada, Russland, Japan, England und weiteren Ländern veröffentlicht. Konzerte mit Rock- und Metalgrößen wie Manowar, Motörhead, Russ Ballard und Twisted Sister folgten. 1987 erschien das dritte Album Climax, und man trennte sich von Roadrunner. 1988 verstarb Gitarrist Herman Janowitz an einem Krebsleiden.
Nach diversen Besetzungswechseln kamen 1991 das fünfte Album To Be Continued sowie 1993 Welcome Tonight auf den Markt. Auch diese Alben wurden in Japan veröffentlicht, die Verkaufszahlen blieben jedoch insgesamt unter den Erwartungen zurück. Nach der Veröffentlichung des siebten Albums Persecution Mania im Jahr 1995 verschwand die Band für über 10 Jahre von der Bildfläche. Am 30. November 2006 spielte Railway mit dem neuen Gitarristen Armin Köberl eine Reunion-Show in München. Im Februar 2008 wurde die Compilation Finally Back - The Very Best of 20 Years über Planet Rock Records veröffentlicht.

## Diskografie
- 1984: Railway (Roadrunner Records)
- 1985: Railway II (Roadrunner Records)
- 1987: Climax (Roadrunner Records)
- 1991: To Be Continued (Intercord Records)
- 1993: Welcome Tonight (Steamhammer Records)
- 1995: Persecution Mania (Eigenvermarktung)
- 2008: Finally Back - The Very Best of 20 Years (Planet Rock Records)